# Gama-amanitina

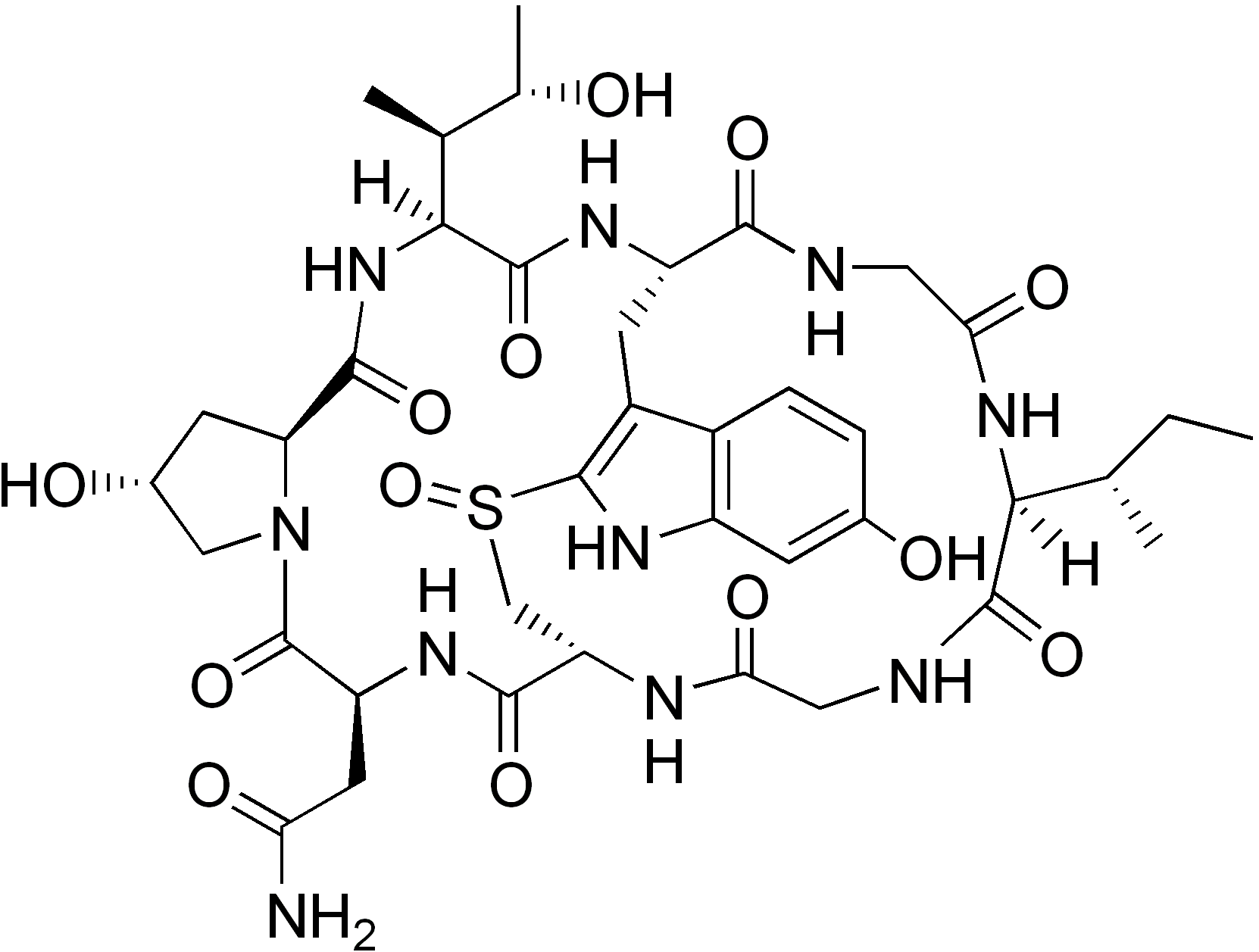
Estrutura química

Gama-amanitina ou γ-amanitina, um peptídio cíclico de oito aminoácidos, é um tipo de amatoxina, uma família de toxinas encontrada em vários cogumelos que pertencem ao gênero Amanita. A substância pode ser isolada a partir do Amanita phalloides, bem como do A. virosa e do 'A. bisporigera.